# Нунуев, Саид-Хамзат Махмудович
Саид-Хамзат Махмудович Нунуев (род. 1 января 1952, Коктогай, Актюбинская область) — российский политик, писатель и историк. Кандидат исторических наук. Член Союза писателей СССР, РФ. Народный депутат РФ, член Верхней палаты Верховного Совета СССР, председатель подкомитета Комитета Верховного Совета СССР по международным делам (1990—1993 гг)[уточнить].

## Биография
Родился 1 января 1952 года в поселке Голубиновка Ключевого района Актюбинской области.
В 1957 году семья Нунуевых вернулась на историческую родину в село Махкеты Веденского района ЧИАССР.
В 1968 году окончил в Махкетах среднюю школу и в 1969 году поступил на исторический факультет Чечено-Ингушского госуниверситета, которую окончил в 1973 году. В 1985 году заочно окончил экономический факультет Горского сельскохозяйственного института в г. Орджоникидзе. В 1994 году окончил курсы в Российской Академии госслужбы при Президенте РФ. Кандидат исторических наук. Служил в Советской Армии. Воинское звание — капитан.
Нунуев был работником органов комсомольской, партийно-советской работы в 1985—1999 годах. Занимал должности в Аппарате Государственной Думы РФ в 1994—1997 годах. В разное время он был Народным депутатом ЧР[уточнить], РФ, членом Верхней палаты[уточнить] Верховного Совета СССР, Председателем подкомитета Комитета Верховного Совета СССР по международным делам, Председателем чеченского Центра культуры мира и ненасилия имени шейха Кунта-Хаджи в Москве под эгидой ЮНЕСКО, советником Председателя Международного сообщества писательских союзов Сергея Михалкова по вопросам литератур народов Северного Кавказа (1998-2004гг), советником Главы Администрации Чеченской Республики Ахмат-Хаджи Кадырова по работе с научной и творческой интеллигенцией (2000—2001 гг.), заместителем редактора «Объединенной газеты» (г. Москва, 2001—2004 гг.), Председателем Исполкома Ассоциации чеченских общественных и культурных объединений России (2005-2007гг), начальником Отдела внешних связей Академии наук ЧР(2000-2005 гг.) членом Межпарламентской миротворческой Комиссии Государственная Дума — Парламентская Ассамблея Совета Европы (2000—2002 гг.)
С 1989 года Нунуев — член Союза писателей СССР, РФ, автор и составитель более тридцати книг на чеченском и русском языках.
В 1990 году был избран депутатом Верховного Совета Чечено-Ингушетии 9-го созыва.
Его пьесы «Соседи», «Один лишь Бог», «Новые соседи» были инсценированы Чечено-Ингушским государственным театром имени Ханпаши Нурадилова. А пьеса «Возвращение Борз-Али» — Государственным русским драматическим театром им. М. Ю. Лермонтова.
В 2011 году награждён почётным знаком «За трудовое отличие».
В 2013 году награждён медалью «За заслуги перед Чеченской Республикой».
Нунуев в 2007 году стал лауреатом Международной литературной премии имени Льва Толстого Московской писательской организации за эпическое произведение — роман «Дух и золото». В том же году выиграл Всероссийский конкурс на Грант Президента России. В 2017 году стал лауреатом Международной литературной премии им. М. Ю. Лермонтова. Награждён многими государственными, ведомственными и общественными орденами и медалями. Имеет восемь детей.